# Oxathres sparsus
Oxathres sparsus är en skalbaggsart som beskrevs av Julius Melzer 1927. Oxathres sparsus ingår i släktet Oxathres och familjen långhorningar. Inga underarter finns listade i Catalogue of Life.